# Kalinin K-9
Kalinin K-9 (rusky: Калинин К-9) byl spojovací, dvoumístný vzpěrový hornoplošník navržený konstruktéry projektu I. G. Němanem (И. Г. Неман) a později A. J. Ščerbakovem (А. Я. Щербаков) počátkem 30. let 20. století. Hlavním konstruktérem továrny byl Konstantin Alexejevič Kalinin. Z jeho konstrukční kanceláře vyšla dvě spojovací letadla K-6 a K-9, obě s typickým kalininovským eliptickým křídlem.

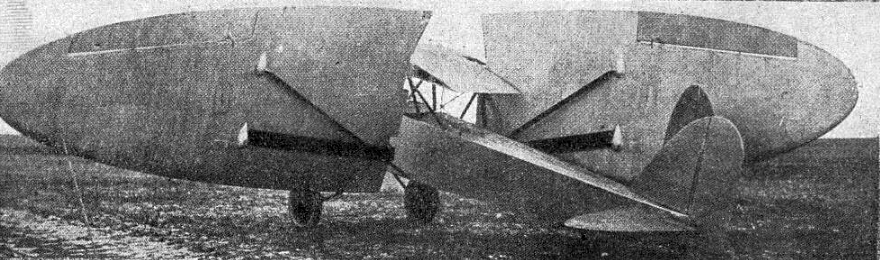
Kalinin K-9, spojovací a sportovní letoun

## Vznik a vývoj
Hlavním konstruktérem projektu byl zpočátku I. G. Něman (И. Г. Неман), a později A. J. Ščerbakov (А. Я. Щербаков). Na konstrukci K-6 z Charkovského leteckého závodu (Харьковский авиационный завод) na Ukrajině navázalo dvousedadlové víceúčelové letadlo s motorem Walter NZ-60 o jmenovitém výkonu v 60 k/44 kW.
Peníze na stavbu K-9 vybrali členové Dzeržinské oblasti města Charkova Osoaviachim (ОСОАВИАХИМ Дзержинского района города Харьков, později DOSAAF). Stroj byl koncipován v souladu s tehdejšími představami o masovém rozšíření letectví jako hromadně vyráběné, mimořádně levné lidové letadlo v ceně maximálně sedm tisíc rublů, aby si jej mohl koupit každý oblastní výbor. Konstruktéři si představovali, že taková letadla budou nezbytná pro kontakty oblastí a okresů s kolchozy, a později si je budou pro své potřeby pořizovat přímo i kolchozy samotné. Stroje měly být používány především jako spojovací letouny pro styk mezi jednotlivými pracovišti a pro rychlou kontrolní činnost řídících pracovníků kolchozů v terénu.
I když K-9 rovněž disponoval jistými přednostmi, dále než k prvnímu prototypu práce nepokročily. Pravděpodobně nešlo ani tak o technické problémy, stroj využíval ověřené postupy i koncepce. Spíše se jednalo o problém psychologický, na kterém ztroskotaly i jiné pokusy o tzv. „lidové letadlo“ v dalších zemích. Masový spotřebitel ještě psychologicky nedospěl k myšlence, že by i on mohl něco takového potřebovat a využívat.
Osud K. A. Kalinina s neúspěchem tohoto letounu nesouvisel. V roce 1938 byl Konstantin Kalinin zatčen, obviněn ze špionáže a sabotáže a 22. října popraven. Kalinin byl rehabilitován 10. srpna 1955. Podle Konstantina Kalinina byl pojmenován asteroid č. 3347. Kalininova smrt při velké čistce, jednoho z pozoruhodných představitelů technické elity země, se nepochybně odrazila ve vývoji sovětského letectví.

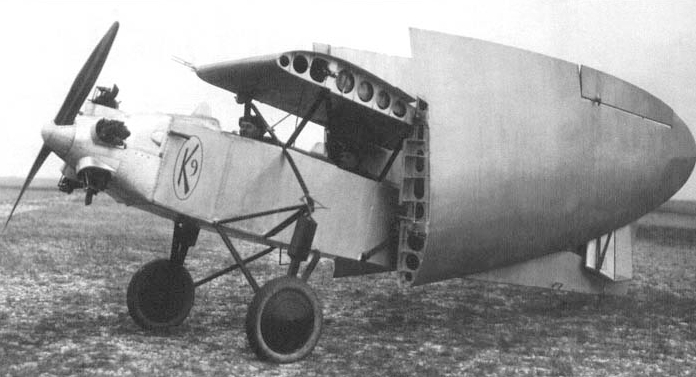
Kalinin K-9 se sklopenými křídly

## Popis letounu
Konstrukčně stroj nevybočoval z tradic Kalininových projektů. K-9 z roku 1931 byl ještě vyztužený homoplošník se sklápěcími křídly. Tvarově se velmi blížil předchozímu dvoumístnému K-6, který byl rovněž navržen speciálně pro potřeby správy správních obvodů a regionů. Byl vybaven úspornými motory s nízkým výkonem. Letoun K-9 byl smíšené, ocelo-dřevěné konstrukce. Trup byl svařený z ocelových trubek. Celodřevěné eliptické křídlo v hornoplošném uspořádání typu parasol bylo ukotvené ke trupu systémem vzpěr. Pevný centroplán na systému vzpěr, ke kterému se ukotvily jednotlivé poloviny křídla, otáčející se v kloubovém čepu na odtokové hraně.
Originalitou konstrukce bylo sklápěcí křídlo z masivního dřeva. Předností byla rychlá demontáž a montáž křídel. Doslova za dvě až tři minuty jej bez zvláštní námahy pouhé dvě osoby mohly připravit k letu nebo naopak složit k uskladnění. Ocasní plochy byly rovněž skládací. Hlavním důvodem této neobvyklosti byl úmysl, aby stroj nevyžadoval rozměrné hangáry, ale dal se ve složeném stavu skladovat s minimálním nárokem na plochu třeba i v kolchozní stodole.

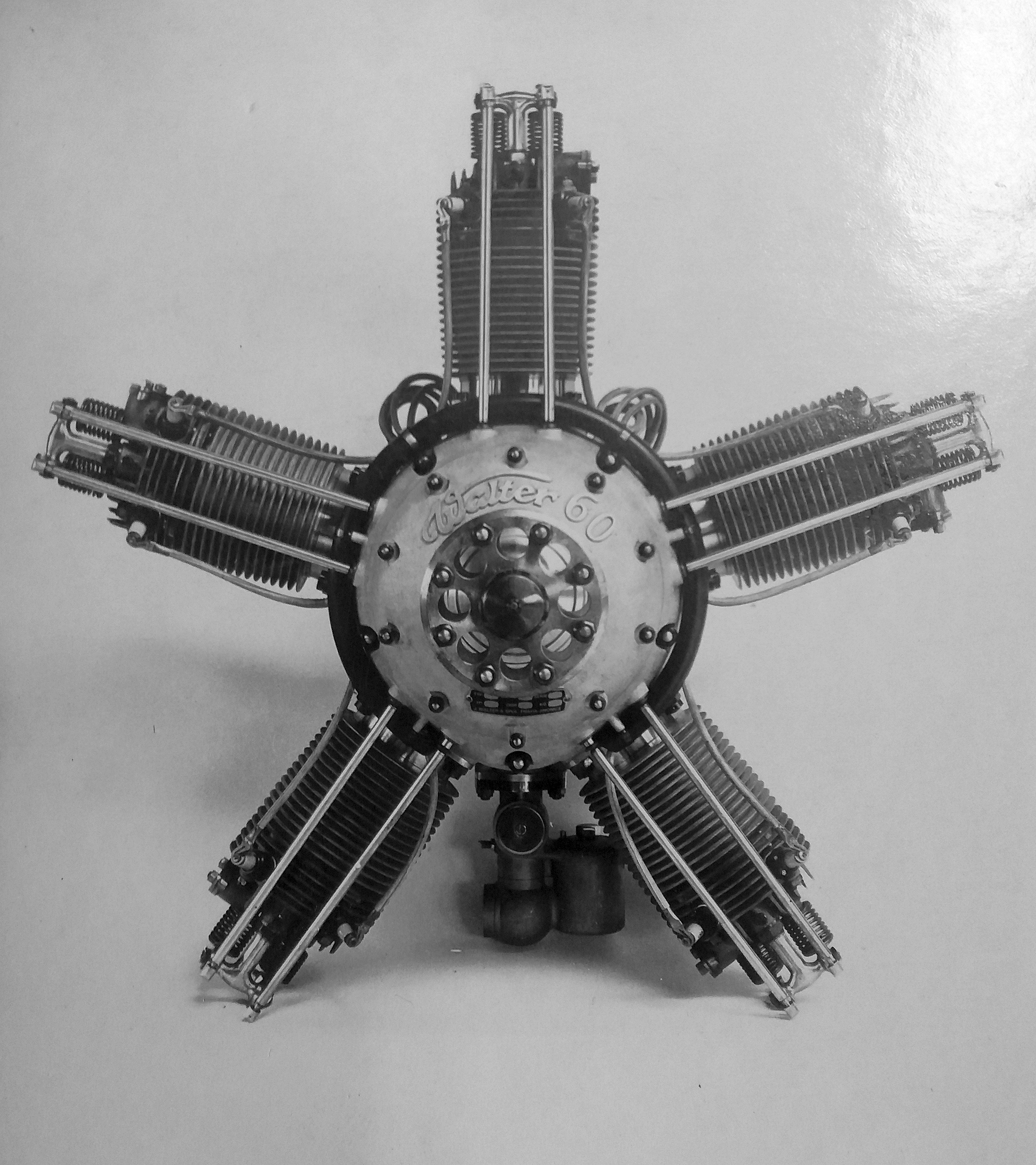
Walter NZ-60

## Použití
Nový stroj byl veřejnosti představen 7. listopadu 1930. Nízká přistávací rychlost 50-60 km/h umožňovala K-9 přistávat i na velmi malých plochách. Letoun létal s imatrikulací CCCP-L99, která mu byla v sovětském leteckém rejstříku přidělena 13. května 1931. Zkoušky prototypu odhalily, že K-9 byl příliš velký a příliš těžký ve vztahu k instalovanému motoru.
Prototyp K-9 ještě nějaký čas byl v charkovském výrobním závodě, ale pro nával jiných povinností na něj téměř zapomněli. V roce 1931 byly na něj namontovány aerodynamické kryty, na motor kryt NACA a aerodynamický kryt podvozku. V roce 1934 byl imatrikulovaný prototyp K-9 převeden jako sportovní letoun k dispozici Charkovskému aeroklubu (Харьковский аэроклуб), odkud další informace o jeho využití nejsou.

## Uživatelé
- Sovětský svaz
  - Charkovský aeroklub

## Specifikace
Údaje dle

### Technické údaje
- Posádka: 1 pilot
- Kapacita: 1 cestující
- Rozpětí: 11,98 m
- Délka: 7,58 m
- Nosná plocha: 22,60 m2
- Plošné zatížení: 32,9 kg/m2
- Hmotnost prázdného letounu: 550 kg
- Vzletová hmotnost: 745 kg
- Pohonná jednotka: vzduchem chlazený hvězdicový pětiválcový motor Walter NZ-60
- Výkon pohonné jednotky:
  - vzletový: 75 k (55 kW) při 1750 ot/min
  - jmenovitý: 60 k (44 kW) při 1400 ot/min
- Vrtule: dvoulistá dřevěná s pevnými listy

### Výkony
- Maximální rychlost: 138 km/h
- Cestovní rychlost: 122 km/h
- Nejmenší rychlost: 60 km/h
- Dostup: 3 000 m
- Vytrvalost: 3 h